# Baccara
Baccara este un duo vocal feminin spaniol, creat în 1976.
Doi membri originali ai duoului au fost Maria Mendiola (5 aprilie 1952 la Madrid - 11 septembrie 2021) și Mayte Mateos (7 februarie 1951 la Logroño). Numele duoului derivă din sortimentul unui trandafir roșu închis, care a devenit simbolul vizual al formației Baccara. Muzica lor e un mix între stilurile de muzică disco și pop, cu texte în limba engleză, pronunțate cu un accent specific de limbă spaniolă.
Cea mai de succes melodie a duoului este Yes sir, I can boogie. Peste 16 milioane de copii ale single-ului au fost vândute în întreaga lume. În 1977, această melodie a fost pe locul 1 în topurile din multe țări. În 1977, Baccara a fost inserată în Cartea Recordurilor Guinness ca cel mai bine vândut duo feminin. A doua melodie de succes a lui Baccara a fost Sorry I’m a lady.
În 1978, Baccara a reprezentat Luxemburgul la Concursul Muzical Eurovision cu piesa Parlez-vous français?.. În 1980 au apărut dezacordurile între cele două membre originale ale duoului. În 1981, Maria Mendiola și Mayte Mateos s-au despărțit. Ambele cântărețe au înregistrat ceva material solo, dar mai târziu fiecare dintre ele și-a recreat propriul line-up de „Baccara”.

## Formațiă originală (1976-1981)
În 1976, după plecarea din Baletul Televiziunii Spaniole, María Mendiola și Mayte Mateos au format duoul „Venus”. María și Mayte și-au făcut prima apariție la televiziune ca duo în programul spaniol Palmarès, unde au dansat evocând mișcările gemenilor Kessler. Contractul pe care îl semnaseră cu o sală de concerte din Zaragoza s-a încheiat, dar datorită contactelor ei personale, Mendiola a contractat câteva spectacole în Insulele Canare. La Hotel Tres Islas din Fuerteventura a avut loc providențiala întâlnire a duoului cu Leone Deane, directorul subsidiarei germane a casei de discuri RCA Records, Patrick Krevitz și Fred Dieckmann, tot din sectorul muzical, care s-a cristalizat odată cu înregistrarea unui album sub noua denumire de „Baccara”.
Albumul cu același titlu, scris și produs de Rolf Soja și Frank Dostal, a depășit așteptările casei de discuri și ale celor două artiste. De fapt, în 1977, Baccara a vândut peste 16 milioane de exemplare ale single-ului Yes Sir, I Can Boogie, intrând în Guinness Book of Records ca grupul  muzical feminin care vânduse cele mai multe discuri până la acea dată. Yes, Sir, I Can Boogie a fost și primul single interpretat de un duo feminin care a ajuns pe primul loc în Marea Britanie dar și primul pentru un artist/grup spaniol până la Julio Iglesias, patru ani mai târziu.
Baccara a devenit unul dintre grupurile spaniole cu cea mai mare recunoaștere internațională, obținând în același timp cel mai mare succes în afara Spaniei. Au fost numărul unu în aproape toate țările europene, având un mare succes în special în Germania, unde au fost editate discuri, Norvegia, 
Rusia, Suedia și, într-o măsură mai mică, în Marea Britanie. 
Baccara a reprezentat Germania de Vest cu piesa Mad In Madrid la cea de-a opta ediție a Festivalului Mondial al Cântecului Popular, care a avut loc în noiembrie 1977. Mendiola și Mateos au fost marile favorite ale Festivalului, dar au obținut doar locul al 14-lea. 
Un an mai târziu, Mendiola și Mateos au participat la Concursul Muzical Eurovision 1978, reprezentând Luxemburg cu piesa Parlez-Vous Français?. Au primit maximum de puncte de la Italia, Portugalia și Spania, dar au încheiat concursul pe locul șapte. În ciuda acestui fapt, cântecul lor a fost cel mai bine vândut dintre toate piesele participante la acea ediție a Festivalului.
În 1978 formația Baccara a primit Premiul Bambi acordat de grupul de edituri Burda, cel mai important premiu acordat de mass-media din Germania. Premiul este acordat personalităților marcante care reușesc să se plaseze în centrul atenției publice. În 1979, cu ocazia Anului Internațional al Copilului (declarat astfel de către ONU), Baccara au înregistrat melodia Eins Plus Eins Ist Eins pentru a sărbători a 20-a aniversare a Declarației Drepturilor Copilului și a încuraja aplicarea acesteia.
După o serie de hituri celebre, dintre care amintim Sorry, I'm a Lady, duoul s-a despărțit și în 1981, după ce au înregistrat al patrulea album, cele două componente au decis să înceapă cariere separate. Nici Mateos, nici Mendiola nu au obținut prea mult succes în carierele solo și, după câțiva ani, au căutat noi parteneri și au recreat duoul separat. Din acel moment ambele formule foloseau același nume: Baccara.

## Formația Baccara lui Mayte Mateos (1983 - prezent)
În ultimii 40 de ani, Mayte Mateos a lucrat cu peste 10 partenere de scenă. La sfârșitul anilor 1990, Mateos lucra cu o cântăreață australiană, pe nume Jane Comerford. 
În 1999, Mayte Mateos a început să cânte atât pe scenă cât și să înregistreze în studio, alături de o cântăreață spaniolă, Cristina Sevilla.
Sub numele artistic Baccara 2000, Mateos și Sevilla au lansat versiunea rap Yes sir, I can boogie '99 cu rapperul american Michel Yuniversal la casa de discuri germană BMG. A urmat albumul numit Baccara 2000, lansat tot de label-ul BMG – RCA Records. Albumul a fost produs de Thorsten Brotzmann, care a participat într-un turneu în Rusia, împreună cu Thomas Anders, în 1995, și care a colaborat cu Blue System în studio din 1992 până în 1997.
La începutul anului 2004, Mateos și Sevilla – întorcându-se la numele de scenă original „Baccara”, fără sufixul 2000 – au lansat single-ul Soy tu Venus și au participat la Melodiefestival   – Selecția Națională suedeză, unde au ajuns pe locul 7. Mai târziu, în 2004, albumul Soy tu Venus a fost lansat de casa de discuri suedeză Lionheart Records. 
Din 2005, Mayte Mateos a cântat pe scenă și a înregistrat în studio cu Paloma Blanco. În 2008, Baccara cu Mateos a lansat un single Nights in black satin și un album Satin… in black and white la casa de discuri germană „Edel”. Albumul a fost produs de Ralf Soja și Frank Dostal, care au produs albumele formației originale a lui Baccara. În ciuda acestui fapt, albumul nu a avut succes comercial.
După pandemie, Mateos a urcat pe scenă doar de 3 ori. Un spectacol a avut loc în 2022, în orașul natal, Logroño, iar două spectacole   în 2023 au avut loc pe insula Mallorca, unde locuiește acum Mayte Mateos. Baccara de Mayte Mateos a fost anunțat să cânte la festivalul de la Bacău în iulie 2022, dar ulterior evenimentul a fost anulat.

## Formația Baccara a Mariei Mendiola (1985-2021)
Maria Mendiola a cântat pe scenă și a înregistrat împreună cu Marisa Pérez, începând din 1985. În 1986, sub numele artistic New Baccara, au lansat un single Call me up la casa de discuri „Sanni Records”. Single-ul a fost produs de Luis Rodriguez, co-producătorul Modern Talking și C. C. Catch. Pentru Talisman, versiunea în spaniolă ale aceleiași piese, Mendiola a scris versurile. Single-ul a intrat în Top 5 în Spania și în Top 40 în Germania.
În 1988, Mendiola și Perez – folosind încă numele artistic "New Baccara” – au lansat single-ul Fantasy boy  la casa de discuri „Bellaphon”. Cu ajutorul acestor două piese, trupa „New Baccara” s-a bucurat de o mare popularitate în America Latină. În 1989, a fost lansat single-ul Touch me, din nou la casa de discuri „Bellaphon”. În 1990 au lansat un album „F.U.N.” la casa de discuri Dureco. 

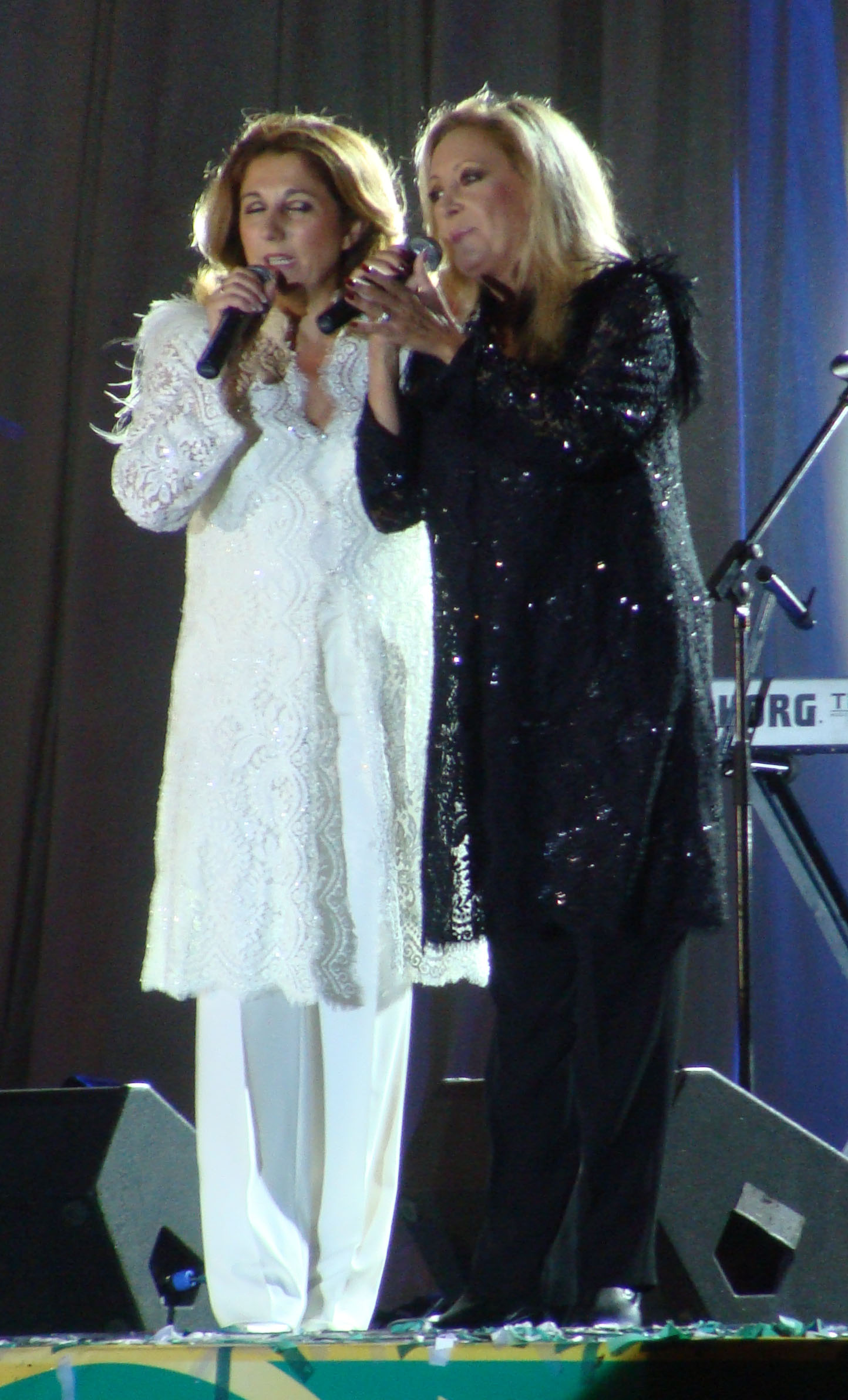
Maria Mendiola (dreapta) și Cristina Sevilla (stânga), în Rusia, 2011

La începutul anilor 1990, Mendiola și Perez au renunțat la prefixul „new” și au început să înregistreze ca Baccara. În 1993, Baccara a Mariei Mendiola a lansat un single Wind beneath my wings la casa de discuri britanică „Loading bay”. Single-ul a devenit un hit de club în Marea Britanie. 
Ca Baccara, Mendiola și Pérez au fost active în turnee. În 1997, au apărut la Budapesta, Ungaria, la emisiunea de televiziune „Top show”. Mendiola și Pérez au făcut un turneu în Regatul Unit în 2000 împreună cu 'The Supremes' și 'The Three Degrees' și au apărut pe stadionul Wembley, Londra, cu diverse alte grupuri muzicale. În 2004, au cântat la festivalul „Discoteka 80s”  din Moscova, Rusia - alături de artiști precum C. C. Catch și Thomas Anders.
În aprilie 2005, Mendiola și Pérez au apărut în cel de-al treilea episod al reality show-ului britanic „Hit Me Baby One More Time”, unde au interpretat  primul hit al lui Baccara Yes sir I can boogie și un cântec contemporan „Hero”, cântat inițial de Enrique Iglesias. În august 2005, Mendiola și Pérez și-au lăsat amprentele mâinilor pe vedeta „Baccara” de la „Musical Mile”  din Viena, echivalent austriac cu „Walk of the Stars” de la Hollywood.
În 2008, Marisa Pérez a fost nevoită să părăsească scena din cauza unor probleme de sănătate. Din 2011, Maria Mendiola cânta și înregistra împreună cu Cristina Sevilla, care a lucrat anterior cu cealaltă membră originală a trupei Baccara, Mayte Mateos.
În 2012, Mendiola și Sevilla au cântat sub numele de Baccara la „Legendele lui Retro FM” din Moscova, Rusia. În iulie 2015, Baccara a Mariei Mendiola a concertat la Rîbnița, în Transnistria, de ziua industriei metalurgice.  În 2017, Mendiola și Sevilla au lansat single-ul I belong to your heart, produs de Luis Rodriguez, la casa de discuri „Team 33 Music”. A urmat în scurt timp single-ul Gimme your love  și albumul I belong to your heart. 
Baccara Mariei Mendiola a concertat în martie 2019 la Chișinău, la festivalul Mărțișorului alături de artiști precum trupa austriacă „Joy” și cântărețul italian Pupo. De asemenea, Baccara Mariei Mendiola a concertat în România de două ori în 2019, la Timișoara și la București la Retro Music Festival. 
În 2020, Mendiola și Sevilla au reînregistrat primul hit Baccara, Yes sir I can boogie,  pentru remixerul scoțian George Benson, iar single-ul a fost lansat ca „GBF featuring Baccara”. 
Maria Mendiola a murit la Madrid în septembrie 2021.

## Formația Baccara a Cristinei Sevilla (2022 - prezent)
În 2022, în urma numeroaselor solicitări ale fanilor și pentru a onora contractele semnate încă din perioada în care lucra cu Maria Mendiola, Cristina Sevilla a decis să revigoreze proiectul. Pe 26 ianuarie 2022, Cristina Sevilla și-a anunțat noua parteneră de scenă – Helen de Quiroga.
De Quiroga a lucrat anterior ca vocalist cu artiști precum Alejandro Sanz și Miguel Bosé, a jucat în  musical-ul „Cats”   și a participat la înregistrările coloanelor sonore în limba spaniolă pentru filmele Disney „The Little Mermaid” și „Lion King”.
Prima apariție pe scenă a noii formații Baccara a avut loc în februarie 2022, la Kiev, în Ucraina.

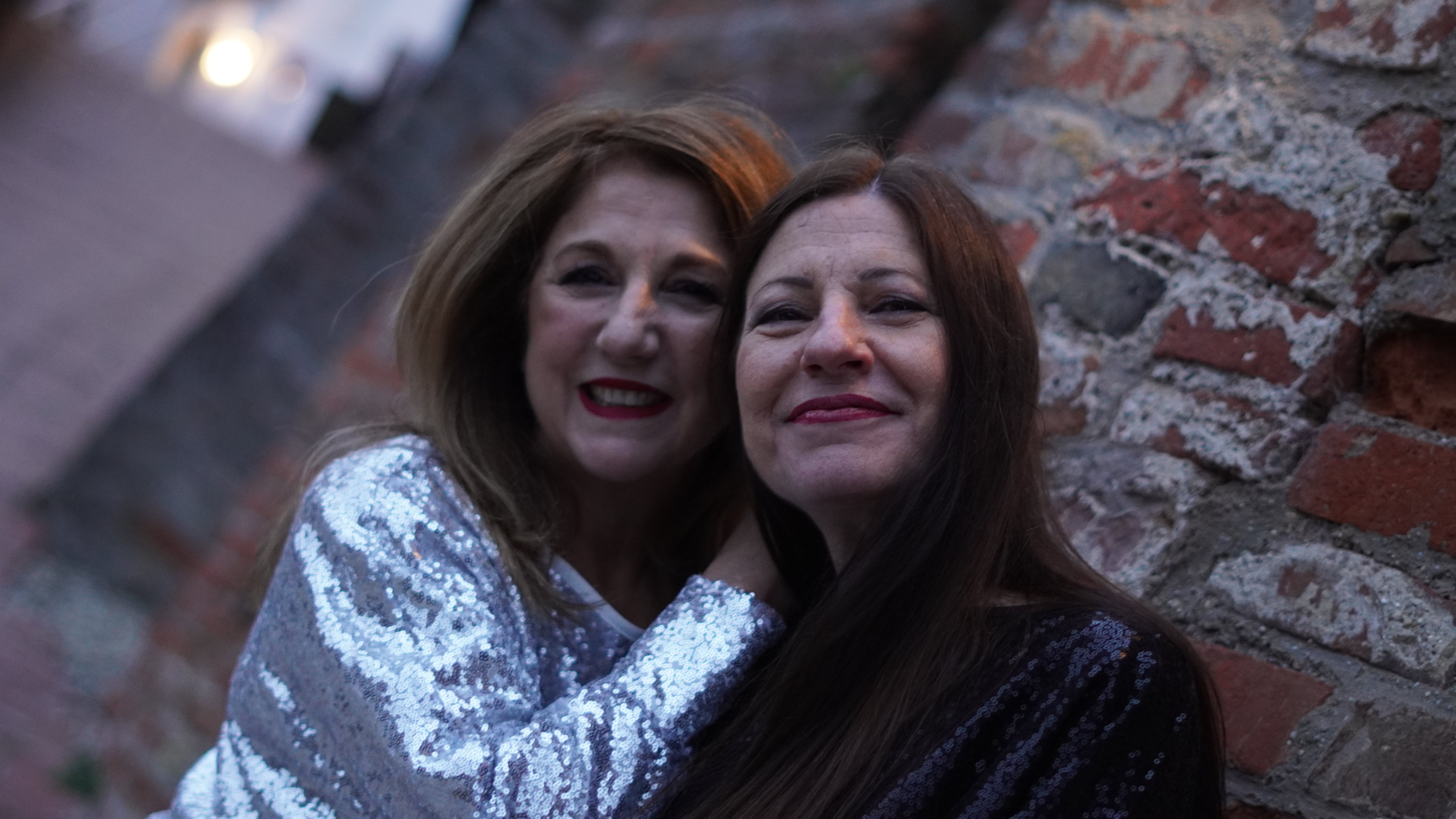
Cristina Sevilla (stânga) și Helen de Quiroga, 2022

În 2022, Sevilla și de Quiroga, în noua formulă Baccara au concertat la prezentarea colecției de modă Cristian Dior din Sevilla, Spania; la MaDo   din Madrid, Spania în iunie; la festivalul "Doune the Rabbit Hole" din Scoția, în iulie; la "Guilfest"  din Londra în iulie; la "Küüslaugufestival"  din Estonia în august.
În septembrie 2022, au lansat un single digital Don’t let this feeling go away la casa de discuri „Team 33 music”. În octombrie 2022, Sevilla și de Quiroga au cântat ca Baccara la expoziția de grădină și flori din Brandenburg, Germania și au concertat la Elle Cancer Ball din Madrid, Spania. În noiembrie 2022, au călătorit în Statele Unite ale Americii, pentru a susține două spectacole împreună cu Gina T. 
În februarie 2023, Baccara a cântat în Oruro, Bolivia. În mai 2023, ediția spaniolă a revistei ELLE a dedicat trupei Baccara un articol de 4 pagini. Tot în mai 2023, casa de discuri „In our records” lansează single-ul Don’t let this feeling go away  pe vinilul colorat.
În iunie 2023, Sevilla și de Quiroga au cântat la "Nostalgia Fest"   din Riga, Letonia împreună cu artiști precum Samantha Fox și Ingrid Alberini; și la "New Wave Fest"  din Houston, Texas și San Jose, California - împreună cu artiști precum Joy și F.R.David. În iulie 2023, Baccara a avut un concert în orașul Oral, din Kazahstan. În august 2023, Sevilla și de Quiroga au cântat ca Baccara la Festivalul de Arte și Cultură din orașul Botoșani, România, alături de Richard Clayderman.
În septembrie 2023, Baccara a fost aleasă de labelul francez de lenjerie intimă ETAM pentru a interpreta hitul lor Yes sir, I can boogie la spectacolul live Etam, în timpul săptămânii modei de la Paris. Emisiunea a fost transmisă în direct de postul francez de televiziune TCM. În noiembrie 2023, Sevilla și de Quiroga au cântat ca Baccara la festivalul vinului  de la Comrat, Republica Moldova, împreună cu cântărețul georigian Irakliy. Mai târziu, în noiembrie, noul single al trupei Baccara When I’m with you  a fost lansat de labelul „Team 33 music”.
În decembrie 2023, Baccara a susținut două spectacole în Estonia: unul lângă Tallinn și al doilea spectacol în Narva. În ianuarie 2024, Sevilla și de Quiroga au concertat  la Londra, în principal pentru publicul din America Latină.